# Pedro (youtuber)
Pedro, známý také jako Petr Florián, vlastním jménem Petr Hybš, (* 15. června 1986 Plzeň) je český youtuber, let's player a vlogger.

## Život
Petr se narodil a vyrůstal v Plzni. Absolvoval gymnázium, jeden semestr vysoké školy a vyšší odbornou školu v Plzni. Nejdříve pracoval jako záchranář, poté začal podnikat, od roku 2015 se naplno věnuje YouTube. Je ženatý a má dva syny a dceru, která se narodila koncem listopadu 2020. K jeho koníčkům patří rybaření nebo kempování, dříve také účinkoval v kapele.
Roku 2015 se podílel na prvním díle knihy Já, JůTuber. V roce 2017 se objevil v dokumentárním filmu Nejsledovanější. V lednu 2021 natočil rozhovor pro DVTV s moderátorem Martinem Veselovským. Jeho celoživotním cílem bylo dosáhnutí 1 000 000 odběratelů na platformě YouTube.

## YouTube
Petr si svůj kanál PedrosGame vytvořil 5. ledna 2012. Dne 15. ledna téhož roku nahrál na svůj kanál první video, začínal s videi let's play ze hry Minecraft, díky kterým se nejvíce proslavil. Dále natáčel například hry Mafia II, Spore, The Sims 3. Dne 14. března 2012 založil další kanál PedrosVoice (později přejmenován na Pedro), který je zaměřen na hudbu, avšak zde je aktivní jen zřídka. Dne 4. ledna 2016 založil kanál PedrosFun, který měl být věnován vlogům, sportovním a zábavním videím. Na konci roku 2019 se ale rozhodl o kanál PedrosFun, kam již 3 roky nenahrál video, uspořádat soutěž. Dne 23. ledna 2020 byl kanál přejmenován na Adam's Life a Pedro kanál již nevlastní. Založil si nový kanál Petrův svět, který je určen pro starší publikum.
Často spolupracuje s dalšími českými youtubery, jako je House, GEJMR, Gala nebo MenT. Na konci roku 2015 zanechal své dosavadní práce a naplno se začal živit YouTubem. V létě roku 2016 se vydal se třemi dalšími youtubery do USA. Pravidelně se také účastnil YouTube festivalu Utubering, stejně jako několika dalších.
Dne 18. září 2022 ukončil svou nejdelší sérii Minecraft let's play dílem číslo 500.
Dne 8. února 2024 získal na hlavním kanále PedrosGame 1 milion odběratelů při streamu z youtuberského serveru Majnr+. Dne 25. února 2024 na oslavu překonání tohoto milníku prodloužil svoji Minecraft let's play sérii bonusovým 501. dílem, který živě vysílal na platformě YouTube, a na kterém postavil speciální strom za 1 milion odběratelů.

## Ocenění
Časopis Forbes zařadil Pedra v roce 2015 na 23. místo mezi nejvlivnějšími Čechy na sociálních sítích a v roce 2021 na deváté místo v žebříčku 10 nejlépe placených youtuberů Česka s odhadovaným ročním příjmem 5 milionů korun. V roce 2015 byl veřejností nominován v anketě Bloger roku.